# Николай (Амасийский)
Митрополит Николай (в миру Николай Васильевич Амасийский, или Амассийский; 6 (18) декабря 1859, Бугуруслан, Самарская губерния — 31 января 1945, Яссы, Румыния) — епископ Румынской православной церкви на покое, до 1943 года — епископ Русской православной церкви, архиепископ Ростовский и Таганрогский.
Отец священномученика Николая Амасийского.

## Биография
В 1878 году окончил Самарскую учительскую семинарию. Работал учителем.
Потом служил псаломщиком Михаило-Архангельской церкви села Савельевки Николаевского уезда Самарской губернии (ныне Краснопартизанский район Саратовской области). 14 марта 1888 года рукоположён в сан диакона и назначен к той же церкви.
В 1900 году рукоположён в сан священника и назначен в клир Михайло-Архангельской церкви села Давыдовки Николаевского уезда Самарской губернии. Давыдовка располагалась недалеко от города Николаевск, переименованного после революции в Пугачёв.
В 1922 году православным духовенством и мирянами градского и пригородного округов был избран кандидатом во епископа, хотя особыми выдающимися достоинствами не отличался. Духовенство других округов претензий против этого избрания не заявило, так как Николай Амасийский был вдов и канонических препятствий к хиротонии не было.
Для принятия хиротонии поехал в Москву, но там попал к обновленцам и 9 декабря 1922 года был хиротонисан во епископа Пугачёвского, викарий Уральской епархии. Хиротонию возглавлял митрополит Антонин (Грановский).
По приезде в Пугачёв, епископ Николай был торжественно встречен на вокзале председателем исполкома, который сказал ему приветственную речь, что произвело большое впечатление на народ. Запомнилась многим и встреча в кафедральном соборе, когда встречавший его о. Павел Попов всенародно задал епископу вопрос: «Дверьми ли входишь, владыко, или прелазишь и нуде?». Священник Попов вскоре был переведён в село.
В апреле-мае 1923 года был участником «Второго всероссийского поместного собора» (первого обновленческого).
21 июня 1923 года епископ Николай был назначен временно управляющим Уральской обновленческой епархией, но жил по-прежнему в Пугачёве.
Некоторые лица, из числа хорошо знавших епископа Николая, утверждают, что внутренне он обновленчеству не сочувствовал. Высказывалось мнение, что находясь в расколе, он и этим, и некоторыми другими способами старался помочь православию. Однако, достоверно известно, что священников, не присоединившихся к обновленчеству, он запрещал в священнослужении и поэтому его желание помочь Православной Церкви в высшей степени сомнительно.
21 июня 1923 года назначен епископом Троицким, викарием Челябинской обновленческой епархии.
В конце 1923 года епископ Николай принёс покаяние, которое принимал лично Патриарх Тихон.
После воссоединения назначен епископом Николаевским. Николаевск — старое название г. Пугачева, которое, после переименования, забылось не сразу. Следовательно, он был назначен в тот же самый город, в котором находился до покаяния. Фактически после покаяния в Пугачеве не служил.
С 21 января 1924 года — епископ Кустанайский.
С апреля по июль 1925 года — епископ Троицкий, викарий Челябинской епархии. Здесь его обвинили в симпатиях к обновленцам — которые, проявились в согласии послать духовенство на их съезд. В Троицк специально приехал епископ Дионисий (Прозоровский). Тот с ним публично спорил, но в конце концов уступил.
В Троицке епископ Николай впервые был арестован и осуждён «исправительные работы»: чистил выгребные ямы. В 1925 его вновь арестовали и осудили на два года ссылки.
С декабря 1927 по март 1928 года епископ Николай значился епископом Пугачёвским, но к управлению не приступал.
С 17 ноября 1931 года — епископ Ейский, викарий Ставропольской епархии и временно управляющий Ростовской епархии.
С 22 ноября 1933 года — епископ Ростовский на Дону.
В 1934 году возведён в сан архиепископа.
9 мая 1934 года направил Заместителю Патриаршего Местоблюстителя митрополиту Сергию (Страгородскому) рапорт, в котором поздравлял его с возведением в достоинство митрополита Московского и Коломенского: «Весть об акте маститых архипастырей Русской Православной Церкви от 14-27 апреля сего года Ростовский-н[а]-Д[ону] епархиальный совет воспринял с великой радостью и полным удовлетворением и считает его Божиим
волеизволением».
23 мая 1935 года арестован в Ростове-на-Дону. 16 ноября 1935 года за «участие в к/р группе» приговорён к 3 годам административной ссылки в Башкирию, считая срок с 23 мая 1935 г. Был отправлен в ссылку по этапу.
С 1936 года уволен на покой. Весь срок ссылки пробыл в Уфе. Проживал в частном доме. 18 июня 1938 году был произведен обыск и арест архиепископа. Он был заключен в Уфимскую тюрьму. Провел в Уфимской тюрьме больше месяца, так как этап в Казахстан был сформирован не очень быстро. Через некоторое время был этапирован в Алма-Ату.
Во время Великой Отечественной войны после взятия немцами Ростова на Дону вернулся к священнослужению, стал во главе Епархиального управления, учреждённого последними.
К концу 1942 года вошёл в состав Украинской автономной Церкви, в храмах их епархий возносили имя патриаршего местоблюстителя Сергия (Страгородского). Следуя указанием властей, митрополит Сергий (Страгородский) 20 марта 1943 года осудил епископа Николая «за связь с гитлеровцами».
На Ростовскую область стремился распространить своё влияние и Патриарх Румынской Православной Церкви Никодим, вступивший в переписку с архиепископом Николаем.
Однако в силу изменений на фронте этим планам не суждено было исполниться, владыка Николай в феврале 1943 года при отступлении немцев был вывезен из Ростова-на-Дону в Мариуполь, затем в сентябре — в Одессу, а в ноябре эвакуирован в Румынию вместе с протоиереем Иоанном Кулыгиным и монахиней Параскевой (Шинкаренко), где они перешли в юрисдикцию Румынской православной церкви и получили пристанище в Черникском монастыре с 15 января 1944 года.
Скончался 31 января 1945 года. Похоронен на архиерейском участке кладбища святого Лазаря, близ часовни.
При подготовке канонизации новомучеников и исповедников, совершённой РПЦЗ в 1981 году его имя было в несено в черновой список поимённый новомучеников исповедников российских, но не вошло в поимённый список новомучеников и исповедников РПЦЗ, изданный в конце 1990-х годов.